# Herigar
Herigar, även Hergeir och Heridag, död cirka 851, var en hövitsman i Birka, Sveariket. Han är omnämnd i det historiska dokumentet Vita Ansgarii som medlem av den kristna församlingen i Birka, ledd av biskop Ansgar, och brukar anges som den förste dokumenterat kristne svensken sedan tiden för Ansgars första besök i Sveariket 829.

## Biografi
Herigar var kung Björns rådgivare. 
Han sägs ha kristnats vid Ansgars första besök till Sverige 829 och sedan hållit stadigt fast vid densamma. Rimbert berättar att Herigar lät bygga den första kyrkan i Sverige på sin fars gård då biskop Gautbert hade kommit till Birka. 
Kring 845 uppstod en hednisk reaktion. Missionen attackerades och plundrades, prästen Nithard mördades och Gautbert med sitt följe fördrevs ur landet. Herigar fick utstå spe för sin tro, till exempel då han fick ont i ett ben och inte kunde gå, men han låt sina tjänare bära honom till sin kyrka, där han bad och blev frisk. Rimbert berättar också om ett mirakel på ett ting där det regnade på alla andra, men inte på Herigar. 
Det tredje exemplet som Rimbert ger av hur Herigar hjälptes av sin gud handlar om ett anfall på staden. Anfallet leddes av en Anund, en före detta kung som var i exil i Danmark. Anund kom oväntat tillbaka med elva egna skepp och tjugoen danska fartyg, som han hade lovat skulle få plundra staden. Kungen (en ny kung) var inte i närheten. Anund krävde hundra pund silver, som köpmännen betalade. Men danskarna var missnöjda och tänkte ändå plundra staden. Köpmännen bad villrådiga till sina gudar, men Herigar rådde dem att be till Kristus. Slutet blev att Anund lät danskarne plundra på andra sidan Östersjön, att han betalade tillbaka gälden och försonades med sitt folk.
Efter en vakans på nästan sju år kom prästen Ardgar till Birka. Herigar dog efter att han hade mottagit nattvarden av honom, omkring år 851.
År 852 begav sig Ansgar på sin andra missionsresa till Sverige och Birka. Den här gången mottogs han med misstro. Han mutar emellertid kungen med gåvor och på så sätt får han dennes tillåtelse att bygga en kyrka som uppförs på Hergeirs gård.